# دن شامروآ
دن شامِروآ (انگلیسی: Dan Chameroy؛ زادهٔ ۱۲ نوامبر ۱۹۷۰) بازیگر و خواننده اهل کانادا است. وی از سال ۱۹۹۱ میلادی تاکنون مشغول فعالیت بوده است. وی تا کنون سه مرتبه نامزد دریافت جایزه هنرهای تصویری کانادا شده است. او در سال ۱۹۹۶ برندهٔ جایزهٔ دورا می‌ور مور و در سال ۲۰۱۷ برندهٔ «جایزهٔ منتقدان تئاتر تورنتو» شد.
از فیلم‌ها یا مجموعه‌های تلویزیونی که وی در آن‌ها نقش داشته است، می‌توان به مردان کوچک، به عجیبی مردم، حکومت، هتل ترانسیلوانیا، ماجراهای مرداک، درخشش و کریسمس اونلی اشاره نمود.